# Presbytère de Pont-Salomon
Le presbytère de Pont-Salomon est un ancien presbytère situé en France sur la commune de Pont-Salomon, dans la région Auvergne-Rhône-Alpes.

## Localisation
L'ancien presbytère est situé dans le département français de la Haute-Loire, sur la commune de Pont-Salomon, dans l'ancienne région administrative d'Auvergne.

## Historique
Le presbytère érigé dans les années 1870 aurait été financé par la société Dorian-Holtzer Jackson & Cie, fabricants de faux à Pont-Salomon. Ces entrepreneurs, exprimant le désir d'établir une paroisse à Pont-Salomon, entreprirent la construction consécutive d'une église et du presbytère, suivant les plans élaborés par l'architecte Auguste Leroux, avant de les offrir à la commune. La paroisse a vu le jour en 1872. Depuis 1988, cet édifice sert de mairie.

## Description
La construction est réalisée avec des briques et des moellons de granite disposés en assises alternées, tandis que la section principale est coiffée de tuiles mécaniques sur un toit à longs pans. Le pignon est agrémenté d'une tour hors-œuvre abritant l'escalier, surmontée d'un toit en appentis en zinc.

## Protection
Le presbytère est inscrit au titre des monuments historiques par arrêté du 19 mai 2003.